# Federazione Italiana Badminton
La Federazione Italiana Badminton (FIBa) è una federazione sportiva che ha il compito di promuovere la pratica del badminton e coordinarne le attività dilettantistiche e agonistiche in Italia. Il suo attuale presidente è Carlo Beninati.
È affiliata al Comitato olimpico nazionale italiano (CONI) e alla Badminton World Federation (BWF).